# 伊藤英明
伊藤英明（日语：／ Ito Hideaki，1975年8月3日—），日本男演員，岐阜縣岐阜市出身。曾隸屬A-team經紀公司，舊藝名為「阿部純大」，以《海猿》系列電視劇及電影廣受注目。

## 經歷
1997年，伊藤英明以電視劇《素描》出道，隔年在《愛有時要說點謊》中演出中島千里一角受到囑目，2000年初挑大梁主演電視劇《夜叉》，挑戰一人分飾兩角的演技；並初主演電影《模型的異想世界》，獲得高崎電影節新人賞。2001年，電影《陰陽師》上映，伊藤以「源博雅」一角引起話題與注目。
2002年，伊藤在大河劇《利家與松》中飾演前田利家的嫡子前田利長，受到主演的唐澤壽明很大影響，從面對角色的態度到做人處世的方法都得到啟發，曾經說過「沒有與唐澤壽明相遇的話，就沒有現在的自己」。隔年再次與唐澤合作富士電視台開台45周年紀念劇《白色巨塔》，其中層次豐富的演出也獲得好評。
2004年迎來演員生涯的代表作《海猿》系列 ，因為第一部電視劇《海猿》大受歡迎，緊接著展開電視劇和電影的三部曲連動企劃，2005年《海猿 UMIZARU EVOLUTION》得到當季電視劇滿足度調査第一名（ORICON7月期調査）；《LIMIT OF LOVE 海猿》則創下71億的賣座記錄，奪得2006年度日本實寫電影票房冠軍，所飾演海上保安廳保安官「仙崎大輔」也成為日本家喻戶曉的角色。
2006年與豐川悅司合作的電視劇《垃圾律師》得到第49回日劇學院賞的助演男優賞；隔年主演電影《壽喜燒西部片》入圍第64屆威尼斯國際影展競賽片，2009年演出朝日電視台50週年紀念劇《警官之血》得到第46屆ギャラクシー奨励賞。
2010年因影迷簽名連署而拍攝海猿系列第三部電影《THE LAST MESSAGE 海猿》，是日本電影史上第一部以3D製作的大型電影，超越前作創下80.4億的票房，為2010年度日本實寫電影票房冠軍。同時也獲頒日刊體育電影大獎及石原裕次郎賞等。

## 個人生活
伊藤英明出生於長崎的醫院，家人有父親、母親以及小二歳的妹妹，小時候住在東京，四歲時全家搬回老家岐阜。幼年體弱多病，讀幼稚園時被診斷出慢性腎臟病開始長期住院，住院期間曾親眼目睹同病房的病友病逝。上小學後仍然不斷地出院住院。
伊藤擅長運動，興趣包括騎馬、潛水、衝浪、滑雪、跳傘等，潛水具有專業教練資格。喜歡看漫畫、動畫，打電動遊戲，同時也是《星際大戰》影迷。
2014年10月，伊藤英明發表婚訊，24日與小8歲的圈外女性登記結婚。

## 戲劇作品

### 電視劇
- デッサン／一切為妳 （1997年、日本電視台）- 葛木雅人
- 踊る大捜査線歳末特別警戒スペシャル／大搜查線歲末特別警戒編（1997年、富士電視台）- 藍原誠治
- 愛、ときどき嘘／愛不說抱歉（1998年、日本電視台）- 中島千里
- ボーイハント／獵男高手（富士電視台、1998年）- 三宅弘
- 小さな小さなあなたを生んで（1999年、日本電視台）- 江本光昭
- オーバータイム／Over Time三十拉警報（1999年、富士電視台）- 小林裕貴
- ヤマダ一家の辛抱／友坂理惠之阿達一族（1999年、TBS）- 渡辺渡
- OUT／ OUT〜嬌妻犯罪檔案〜（1999年、富士電視台）- 宮森カズオ
- YASHA-夜叉-（2000年4月、朝日電視台）- 主演・有末静、雨宮凛
- 愛をください／請給我愛（2000年、富士電視台）- 月蜜中也
- 女子アナ／愛當女主播（2001年、富士電視台） - 堀田航治
- 救命病棟24時／急症群英II、救命病棟24時II、急診室大醫生（2001年、富士電視台）- 矢部淳平
- 嫉妬の香り／嫉妬女人香 (2001年、朝日電視台) - 谷崎直樹
- 恋を何年休んでますか／好久沒戀愛（2001年、TBS） - 澤村裕史
- バカ（3）兄弟／笨蛋三兄弟（2001年12月、富士電視台）- 安田みつる
- 救命病棟24時　新春SP／救命病棟24時II新春特別篇（2002年、富士電視台）- 矢部淳平
- 天体観測 searchin' for my polestar／天體觀測（2002年、関西テレビ、富士電視台）- 主演・狹山恭一
- 恋を何年休んでますか　スペシャル／好久沒戀愛SP（2002年、TBS）- 沢村裕史
- 利家とまつ～加賀百万石物語～／利家與松（2002年、NHK）- 前田利長
- 赤ひげ／紅鬍子（2002年、富士電視台）- 保本登
- ぼくの魔法使い／我的老婆是男人（2003年、日本電視台）- 主演・町田道男
- 生放送はとまらない！／現場轉播停不了（2003年10月、朝日電視台）- 猿渡小五郎
- 愛と資本主義／愛與資本主義（2003年10月、WOWOW）- 主演・リョウ
- 白い巨塔／白色巨塔（2003年、富士電視台） - 柳原弘
- 白い巨塔スペシャル／白色巨塔SP（2004年、富士電視台）- 柳原弘
- 熱き夢の日～2002年ワールドカップを招致した男達～（2004年、富士電視台）- 主演・高瀬和彦
- 海猿（2004年）- 主演・仙崎大輔
- 國盗物語（2005年、東京電視台）- 主演・織田信長
- 河合継之助　駆け抜けた蒼竜（2005年、日本電視台）- 稲葉隼人
- 弁護士のくず／垃圾律師（2006年、TBS）- 武田真實
- 明智光秀～神に愛されなかった男～／明智光秀〜不被神所愛的男人〜（2007年、富士電視台） - 堀秀政
- 孤独の賭け～愛しき人よ～／孤獨的賭注～我的愛人～（2007年4月、TBS）- 主演・千種梯二郎
- ファースト・キス／First Kiss（2007年、富士電視台）- 加納和樹
- 輪違屋糸里～女たちの新撰組～／輪違屋糸里〜女人們的新撰組（2007年、TBS）- 土方歲三
- 世にも奇妙な物語'08 春の特別編 さっきよりもいい人／世界奇妙物語 08春之特別篇比之前更好的人（2008年、富士電視台）- 主演・荻原孝一
- 警官の血／警官之血（2003年10月、朝日電視台）- 主演・安城和也
- ブザー・ビート～崖っぷちのヒーロー～／零秒出手（2009年7月、富士電視台）- 川崎智哉
- 高校生レストラン／高中生餐廳（2011年、日本電視台）- 岸野宏
- ラストマネー ～愛の値段～／Last Money ~愛的代價 ~（2011年、NHK）- 主演・向島朔太郎
- 世にも奇妙な物語 '12秋の特別編「蛇口」／世界奇妙物語 12秋之特別篇蛇口（2012年10月6日、富士電視台） - 主演・浅村雄一
- 悪の教典－序章－／惡之教典－序章－（2012年10月15日 - 11月5日、BeeTV） - 主演・蓮実聖司
- 白虎隊〜敗れざる者たち（2013年1月2日、東京電視台） - 松平容保
- ダブルス〜二人の刑事／Doubles～刑警二人組（2013年4月18日 - 6月13日、朝日電視台）- 主演・山下俊介
- 金田一耕助VS明智小五郎／金田一耕助VS明智小五郎（2013年9月、富士電視台） - 明智小五郎
  - 金田一耕助VS明智小五郎ふたたび（2014年9月29日）
- 身貴族／獨身貴族（2013年10月 - 12月、富士電視台） - 星野進
- 昼顔〜平日午後3時の恋人たち〜／晝顏～平日午後3點的戀人們～（2014年7月 - 9月、富士電視台） - 客串第一話
- 罪人の嘘／罪人的謊言（日语：罪人の嘘）（2014年8月 - 9月、WOWOW） - 主演・笠原卓也
- 天皇の料理番／天皇的御廚（2015年4月 - 7月、TBS） - 田邊祐吉
- リキッド〜鬼の酒 奇跡の蔵〜／Liquid～鬼之酒 奇跡的酒蔵～（2015年4月12日 - 26日、NHK BS Premium） - 主演・相樂修一
- 無痛〜診える眼〜／無痛～診斷之眼～（2015年10月7日 - 12月16日、富士電視台） - 白神陽児
- 僕のヤバイ妻／我的危險妻子（2016年4月19日 - 6月14日、關西電視台・富士電視台系） - 主演・望月幸平
- 病室で念仏を唱えないでください／別在病房念經（2020年1月17日 - 3月20日、TBS）- 主演・松本照円／照之
- 仮面ライダーゼロワン／假面騎士ZERO-ONE 最終話（2020年8月30日、朝日電視台） - 埃斯/假面騎士EDEN（特別出演）
- 麒麟がくる／麒麟來了（2020年、NHK）- 齋藤義龍
- トッカイ ～不良債権特別回収部～／特回～不良債權特別回收部（2021年、WOWOW）-  主演・柴崎朗
- 東京風雲（2022年、HBO Max / WOWOW）-  宮本仁
- 初恋の悪魔／初戀的惡魔（2022年7月16日 - 9月24日、日本電視台）- 雪松鳴人
- グレースの履歴／格雷斯的履歷（2023年3月19日 - 5月7日、NHK BS Premium）- 藤木俊彥
- ブルーモーメント／BLUE MOMENT（2024年6月12日、富士電視台）- 新島元樹（客串第8話）
- 花のれん／花暖簾（2025年3月8日、朝日電視台）- 河島吉三郎
- イクサガミ／武士生死鬥（2025年11月、Netflix）- 貫地谷無骨

### 電影
- デボラがライバル ／情敵戴博拉（東映，1999年）- イトウ
- 秘密（東宝，1999年）- 相馬春樹
- Blister／模型的異想世界（日语：ブリスター!）（スローラーナー，2000年）- 主演・ユウジ
- クロスファイア／Cross Fire（東宝，2000年）- 多田一樹
- LOVE SONG／愛之歌（索尼影業，2001年）- 主演・松岡
- 陰陽師（東宝，2001年）- 源博雅
- 修羅雪姫（東京テアトル，2001年）- 隆
- 壬生義士伝（松竹，2003年）- 德川慶喜
- 陰陽師 2（東宝，2003年）- 源博雅
- 海猿:夢想起航（東宝、2004年）- 主演・仙崎大輔
- この胸いっぱいの愛を／滿溢心中的愛（東宝，2005年）- 主演・鈴谷比呂志
- 海猿2: 即刻救援（東宝，2006年）- 主演・仙崎大輔
- SUKIYAKI WESTERN DJANGO／壽喜燒西部片（索尼影業，2007年）- 主演・ガンマン
- 252－生存者あり－／252生存訊號（日本華納兄弟電影，2008年）- 主演・篠原祐司
- カムイ外伝／忍者戰場（東宝，2009年）- 不動
- 海猿3：最終話（東宝，2010年）- 主演・仙崎大輔
- アンダルシア 女神の報復／安塔露西亞 女神的報復（東宝，2011年）- 神足誠
- 海猿4：勇敢的心（東宝，2012年）- 主演・仙崎大輔
- 惡之教典（東宝，2012年）- 主演・蓮實聖司
- 哪啊哪啊神去村（東寶，2014年）- 飯田与喜
- 火星異種（日本華納兄弟電影，2016年4月29日）- 主演・小町小吉[2]
- 3月のライオン／3月的獅子（東宝・Asmik Ace，2017年） - 後藤正宗
- 第22年的告白：我是殺人犯（日本華納兄弟電影，2017年）- 主演・牧村航
- 劇場版 假面騎士ZERO-ONE REAL×TIME（東映，2020年12月18日）- 埃斯/一色理人-假面騎士EDEN
- The Doorman／奪命守門人（2020年美國上映） - 雷歐
- 燃えよ剣／燃燒的劍（東寶，2021年）- 芹澤鴨
- KAPPEI カッペイ／末日救世主 KAPPEI（東寶，2022年）- 主演・勝平
- THE LEGEND & BUTTERFLY（東映，2023年1月27日） - 福富平太郎貞家
- Knuckle Girl （页面存档备份，存于）     (2023年10月)   - 二階堂春樹

### 舞台劇
- MIDSUMMER CAROL～ガマ王子VSザリガニ魔人～（2004年）- 主演・室町
- ジャンヌ・ダルク（2010）- シャルル７世
- A view from the bridge (2023年9月)
- 一輛名為慾望的列車（2024年2月）

## 電視節目
- CBCテレビ開局50周年記念番組 伊藤英明インカを歩く 天空から秘境へ!幻の「王の道」8000kmの旅（2006年1月28日、TBS）
- STAR WARS SAGA～挑戦の軌跡～（2006年7月2日、WOWOW）
- 地球創生ミステリープラネット・ブルー海と大地の鼓動を聞け（2006年9月18日、TBS）
- 地球46億年冒険の旅アース・オデッセイ“地球とは何だ!?”（2008年3月1日、TBS）
- 海猿キャスト爆笑珍道中in岐阜（2010年10月9日、富士電視台）
- 祝女〜shukujo〜シーズン3 ゲスト（2011年10月15日、NHK）

## 廣告
- 丸井『ビサルノ』
- 日本コカ・コーラ『まろ茶』
- NTT DoCoMo関西『FOMA』
- 日本コカ・コーラ『爽健美茶』
- アサヒビール『アサヒ ドライクーラー』
- ハウス食品『完熟トマトのハヤシライスソース』
- 株式会社カーチスCF
- エイブル
- 花王『サクセス』
- 日清食品『野菜はるさめスープ』
- ダイハツ『TANTO CUSTOM』
- キリン『ストロングセブン』
- DyDo『ダイドーブレンドコーヒー』

## PV
- AKB48《驚喜的淚水！》（2009年）

## 出版
- ID4（光進社、2001年）
- HIDEAKIZM（学習研究社、2001年）
- MOROCCO（講談社、2002年）

## 得獎記錄
- 2000年　第29回Best Dresser獎
- 2001年　エランドール賞新人賞
- 2001年　第15回高崎電影節新人賞
- 2002年　第3回Best Formalist賞（日语：ベストフォーマリスト賞）
- 2006年　第49回日劇學院賞助演男優賞
- 2011年　第22回日本珠寶大賞（男性部門）
- 2011年　第53回藍絲帶獎主演男優賞─入圍
- 2011年　2010年無煙映画大賞主演男優賞
- 2014年　第69回每日電影獎男優助演賞（《哪啊哪啊神去村》）
- 2014年　第38回日本電影金像獎優秀助演男優賞（《哪啊哪啊神去村》）

## 外部連結
- 官方网站
- 伊藤英明的Instagram帳戶
- A-team官方網站 （页面存档备份，存于）